# نوک‌شاخ قبه‌دار
 نوک‌شاخ قبه‌دار (نام علمی: Aceros cassidix) نام یک گونه از تیره نوک‌شاخ است.